# Jiří Kučera (pilot)
Plk. Jiří Kučera (27. června 1914 Roudnice nad Labem – 24. ledna 1980 Plzeň) byl československý příslušník Royal Air Force během druhé světové války.

## Život

### Před druhou světovou válkou
Jiří Kučera se narodil 27. června 1914 v Roudnici nad Labem v rodině řídícího učitele Františka Kučery a Alžběty, rozené Bendové. Mezi lety 1928 a 1930 vystudoval dvouletou obchodní školu v Ústí nad Labem a poté nastoupil jako praktikant k firmě W. Pischel Naftospol tamtéž. V roce 1931 začal pracovat jako obchodní zástupce firmy Kočovský ve Všetatech a v roce 1933 u Walter a spol. v Praze. Během práce v hlavním městě získal diplom pilota sportovních a turistických letadel a v roce 1936 se přihlásil do Školy pro odborný dorost letectva v Prostějově. Po jejím absolvování v březnu 1937 nastoupil vojenskou prezenční službu u leteckého pluku 4 ve Kbelích, během které prodělal stíhací kurz. Létal na strojích Avia B-534 a během všeobecné mobilizace v roce 1938 působil se svou jednotkou na letištích v Kralupech nad Vltavou a Veltrusích. Dosáhl hodnosti četaře.

### Druhá světová válka

#### Francie
Po německé okupaci v březnu 1939 se Jiří Kučera již následující měsíc neúspěšně pokusil o odchod z protektorátu, úspěšný byl až v květnu a dne 13. května 1939 se prezentoval na československém konzulátu v Krakově. Ještě během téhož měsíce odplul do Francie. Zde byl nucen vstoupit do cizinecké legie a absolvovat čtyři měsíce pěšího výcviku v severní Africe. Po vypuknutí druhé světové války došlo k jeho přeřazení k francouzskému letectvu a během podzimu 1939 k přeškolení na stroje Morane-Saulnier MS.406. Během bitvy o Francii v květnu a červnu 1940 zapsal tři sestřely a 75 odlétaných operačních hodin. Po pádu Francie odplul přes severní Afriku a Gibraltar do Velké Británie.

#### Velká Británie
Ve Velké Británii byl Jiří Kučera přijat do Royal Air Force a 6. srpna 1940 zařazen do v Duxfordu vznikající 310. československé stíhací perutě. Ta disponovala omezenou výcvikovou kapacitou a proto byl k 10. září 1940 převelen k 238. peruti, se kterou se zúčastnil bitvy o Británii, během níž na strojích Hawker Hurricane zapsal dva jisté sestřely a dvě poškození. Dne 29. listopadu 1940 měl jeho stroj při hlídkovém letu poruchu a během nouzového přistání utrpěl Jiří Kučera vážná zranění. Z léčení byl propuštěn 17. března 1941 a následně zařazen k 501. peruti. V její sestavě pobyl pouhých sedm dní, k 16. květnu 1941 byl převelen k nově vznikající 313. československé stíhací peruti. S ní absolvoval několik bojových letů nad okupovanou Evropu, mezi říjnem 1941 a květnem 1942 pak působil i přes své nesouhlasné stanovisko na Inspektorátu československého letectva v Londýně. Po návratu k 313. peruti se 5. května zúčastnil těžkých bojů při doprovodu bombardérů na Lille, po kterých mu během návratu vysadil motor a havaroval u Bowingtonu. Po dvacetidenním léčení se opět vrátil k peruti, kde se postupně vypracoval na zástupce velitele letky. Operační turnus ukončil 15. června 1943 s bilancí pěti sestřelů jistých a dvou poškozeních. Následně opět působil u československého leteckého inspektorátu, aby se poté přihlásil k leteckému fotoprůzkumu. Po zaškolení byl zařazen do 544. fotoprůzkumné peruti v Bensonu v Oxfordshiru. S navigátorem Oldřichem Filipem (proslavil se mj. i úletem z komunistického Československa v roce 1949) létal na strojích de Havilland Mosquito nad okupovanou Evropu prostor Protektorátu Čechy a Morava nevyjímaje. Zapsal 44 operačních letů a 170 hodin. Dosáhl hodnosti nadporučíka.

### Po druhé světové válce
Po návratu do Československa byl do 1. ledna 1946 přeložen do zálohy. Po reaktivaci absolvoval další letecká školení ve Velké Británii načež se stal velitelem letky u leteckého pluku 24 v Plzni vyzbrojeného Mosquity. Dne 14. ledna 1947 se oženil s Annou Voráčkovou, manželům se narodila v roce 1950 dcera Anna a v roce 1957 syn Jiří. Trpěl žaludeční chorobou, nicméně se dále vzdělával, protože s ním bylo počítáno do vyšších funkcí. Po komunistickém převratu byl v srpnu po banálním prohřešku převelen do Brna, v únoru 1949 odeslán na dovolenou a v listopadu téhož roku do výslužby. Následně na něj do února 1950 byla uvalena vyšetřovací samovazba. Po propuštění těžko hledal zaměstnání. Přestože mu byla v důsledku válečných zranění a žaludeční choroby v roce 1950 přiznána čtyřicetiprocentní invalidita, pracoval účetní, stavební dělník, zámečník, po uvolnění poměrů pak jako referent odborné výchovy a učitel angličtiny v závodní škole práce. Do důchodu odešel v červenci 1969, zemřel 24. ledna 1980 v Plzni.

## Ocenění

### Vyznamenání
- 1940, 1941, 1944 a 1945 Československý válečný kříž 1939
- 1940 Croix de guerre
- 1941, 1942 a 1945 Československá medaile Za chrabrost před nepřítelem
- 1944 Pamětní medaile československé armády v zahraničí
- 1946 Československá medaile za zásluhy I. stupně
- Hvězda 1939–1945
- Hvězda Atlantiku
- Evropská hvězda leteckých posádek
- Válečná medaile 1939–1945

### Posmrtná ocenění
- Jiří Kučera byl v roce 1991 in memoriam povýšen do hodnosti plukovníka
- V roce 1920 byla Jiřímu Kučerovi na domě č. p. 307 na Náměstí Jana z Dražic odhalena pamětní deska[2][3]